# Robert Murray (Eishockeyspieler, 1951)
Robert „Bob“ Murray (* 17. Oktober 1951 in Calgary, Alberta) ist ein ehemaliger deutsch-kanadischer Eishockeyspieler und -trainer.

## Karriere
Nach einigen Jahren im kanadischen Universitätseishockey wechselte Bob Murray zur Saison 1976/77 zum SC Riessersee. Hier entwickelte der Verteidiger sich schnell zur festen Größe. Während der Meistersaison 1977/78 des Garmischer Clubs wurde er zum Nationalspieler und spielte mit der deutschen Nationalmannschaft bei der Weltmeisterschaft 1978 in Prag. Auch bei den Weltmeisterschaften 1979 in Moskau und 1981 in Göteborg stand er im Aufgebot.
Nach der Saison 1979/80 wechselte er in die 2. Bundesliga zum ERC Freiburg, mit dem er in die Bundesliga aufstieg. Nach einer Saison verließ er die Breisgauer und spielte in der Saison 1981/82 beim Mannheimer ERC und wechselte danach zur Düsseldorfer EG. Nach wenigen Monaten verließ er die DEG wieder und kehrte zum SC Riessersee zurück. Ab der Saison 1984/85 spielte er drei Spielzeiten für den EC Bad Nauheim in der 2. Bundesliga und kehrte zur Saison 1987/88 beim EV Landshut in die höchste Spielklasse zurück. Nach 23 Spielen war dieses Gastspiel beendet und zum Jahresende 1987 kehrte er abermals zum SC Riessersee zurück, bei dem er die Saison beendete. Nach einer Saison mit dem EV Pfronten in der Oberliga beendete er seine Karriere.
In den Spielzeiten 1989/90 und 1990/91 trainierte er den Zweitligisten ESC Wolfsburg. In der Folgesaison wurde er durch Jorma Siitarinen ersetzt. Nach seiner sportlichen Karriere kehrte er in die Nähe von Calgary zurück und arbeitete dort als Lehrer.